# Elena Cornaro Piscopia
Elena Lucrezia Cornaro Piscopia (Venecia, 5 de junio de 1646–Padua, 26 de julio de 1684) fue una filósofa veneciana que en 1678 se convirtió en la primera mujer en recibir un doctorado en filosofía de  universidad.

## Primeros años
Elena Cornaro Piscopia nació en el Palazzo Loredan, en Venecia, República de Venecia, el 5 de junio de 1646. Fue la tercera hija de Giovanni Battista Cornaro-Piscopia y de Zanetta Boni, campesina pobre que en ese momento no era legalmente su esposa y con quien tuvo cuatro hijos más. Giovanni Battista era procurador, un cargo muy alto en la república, lo que le permitía residir en la Plaza de San Marcos. Como hija ilegítima, según la ley veneciana estaba excluida de cualquier privilegio noble, aunque su padre la reconociera. Giovanni y Zanetta se casaron en 1654, pero la situación legal inferior de sus hijos no cambió, para irritación de Giovanni. En 1664, fue nombrado Procuratore di San Marco di Supra, el tesorero de San Marcos, un puesto codiciado y solo superado por el del propio Dux. Por ello, a pesar de su condición de ilegítima, Elena tuvo muchos pretendientes. La joven los rechazó a todos, pues había hecho un voto de castidad a los once años. Al ver su aguda inteligencia, siguiendo el consejo de Giovanni Fabris, un sacerdote amigo de la familia, Elena comenzó a estudiar latín y griego bajo la tutela de distinguidos profesores, y pronto adquirió fluidez en ambos idiomas, a los siete años de edad. También aprendió hebreo, español, francés y árabe, lo que le valió el título de «Oraculum Septilingue». Años más tarde, estudió matemáticas, filosofía y teología. En 1665, tomó los hábitos de oblati benedettini, aunque sin convertirse en monja. En 1669, tradujo Colloquio di Cristo nostro Redentore all’anima devota, del monje cartujo Giovanni Laspergio, del español al italiano.
Fue invitada a formar parte de numerosas sociedades de eruditos cuando su fama comenzó a extenderse, y en 1670 fue elegida presidenta de la sociedad veneciana Accademia dei Pacifici.

## Universidad y graduación
Siguiendo las recomendaciones de Carlo Rinaldini, su tutor de filosofía, Felice Rotondi solicitó a la Universidad de Padua que le otorgase a Cornaro el título de doctora en teología. Cuando Gregorio Barbarigo, el obispo de Padua, recibió la noticia de que Elena estaba intentando obtener el doctorado en teología, se negó a otorgárselo, alegando que era mujer. Sin embargo, le permitió obtener el título de doctora en filosofía y, después de un curso brillante, obtuvo su título. El 25 de junio de 1678, Cornaro se graduó en la Catedral de Padua, ante la presencia de las autoridades de la universidad, los profesores de todas las facultades, los estudiantes y la mayoría de los senadores venecianos, junto con numerosos invitados de las universidades de Bolonia, Perugia, Roma y Nápoles. Elena habló durante una hora en latín clásico, explicando pasajes complejos seleccionados al azar de un libro de Aristóteles. Su público la escuchó con gran atención, y cuando terminó, el profesor Rinaldini procedió a otorgarle la insignia de doctora y el libro de filosofía, y le colocó la corona de laurel correspondiente en la cabeza, el anillo en su dedo y la muceta de armiño sobre sus hombros. Esta escena fue plasmada luego en la Ventana Cornaro, ubicada en el ala oeste de la Biblioteca Thompson Memorial del Vassar College.

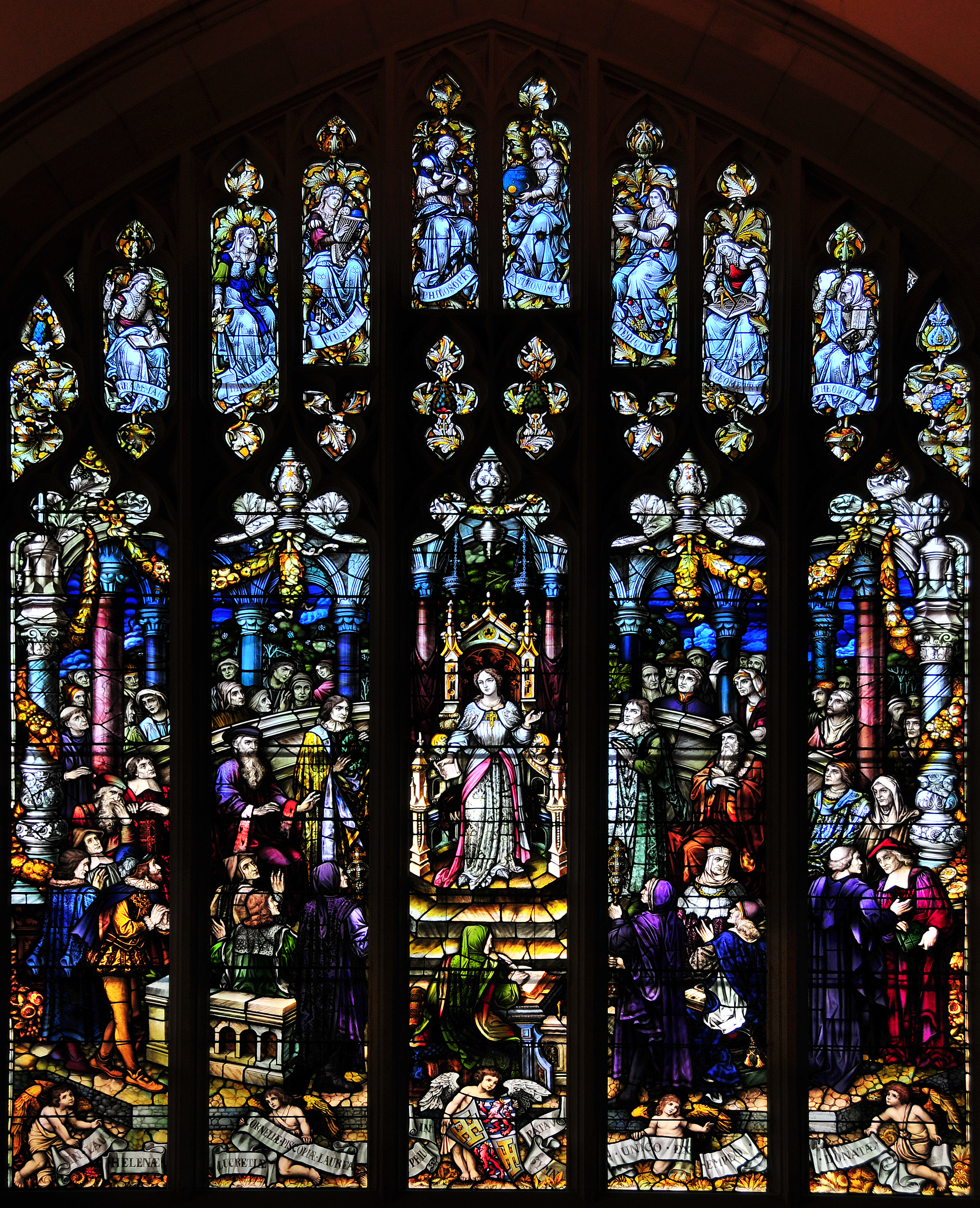
Ventana Cornaro

Cornaro fue una de las primeras mujeres que recibió un título académico avanzado; otro ejemplo es Juliana Morell. Otras mujeres que recibieron doctorados en la era moderna fueron Sofia Kovalévskaya y la historiadora Stefania Wolicka, ambas alrededor de 1875.
Elena fue miembro de varias academias y fue bien considerada en toda Europa por sus logros y sus virtudes. Margaret Alic, en su libro Hypatia's Heritage, menciona que en 1678 ingresó a la Universidad de Padua como conferenciante en matemáticas. Dedicó los últimos siete años de su vida al estudio y la caridad. Falleció en Padua en 1684 de tuberculosis, y fue sepultada en la Basílica de Santa Justina. En la Universidad de Padua se erigió una estatua en su honor. Tras su muerte, se le realizaron servicios funerarios en Venecia, Padua, Siena y Roma. Sus escritos, publicados en Parma en 1688, constaron de discursos académicos, traducciones y tratados religiosos. En 1685, su alma mater creó una medalla en su honor. En 1895, la abadesa Mathilda Pynnsent, de las benedictinas inglesas de Roma, abrió la tumba de Elena, colocó sus restos en un nuevo ataúd y señalaron la tumba con una placa conmemorativa y muy brillante y elegante.